# Harvey Atkin
Harvey Atkin (Toronto, 18 dicembre 1942 – Toronto, 17 luglio 2017) è stato un doppiatore e attore canadese, che ha lavorato in molti film televisivi.

## Biografia

### Primi anni
Fin da piccolo è stato esposto a molte cose che hanno creato il suo destino. Suo nonno, un immigrato dalla Russia, istruì il suo giovane nipote in lingua yiddish. Atkin sostiene, oggi, che il nonno è ancora una grande importanza per lui. Lui e i suoi genitori hanno vissuto con il nonno diversi anni, per poi trasferirsi quando il nonno morì.
Il padre di Atkin ha svolto un ruolo altrettanto importante nell'educazione del figlio. Fu lui a insegnare ad Atkin tutto sul mondo degli affari. Tuttavia, a scuola, Atkin veniva definito il "pagliaccio della classe". A causa di queste continue pagliacciate, Atkin fu invitato a far parte del club dramma della scuola. Riuscì a vincere un premio per il miglior attore in un festival teatrale, che lo spinse verso la sua carriera. Un periodo di lavoro in un campo estivo per le arti dello spettacolo lo ha anche aiutato nella scelta della sua carriera.

### Carriera
Harvey ha doppiato Sam in Le avventure di Sam & Max: Freelance Police e Bowser nella serie televisiva Super Mario. Ha anche doppiato Mr. Mushnik in Little Shop, ispirato al film La piccola bottega degli orrori. Ha interpretato il sergente Ronald Coleman nella serie televisiva Cagney & Lacey e Morty nel film Polpette.
Harvey Atkin ha partecipato alla serie televisiva Law & Order: Special Victims Unit e doppia Leon e Buy Bonds Israele in spot pubblicitari in Canada. Fece anche un cameo interpretando l'autista di un autobus nel film Atlantic City, USA ed è la voce di Morty nella serie televisiva Jacob Due-Due.
Ha fatto una comparsa, nel 2010, interpretando un rabbino nella serie televisiva 18 a vita.

## Filmografia

### Cinema
- Wagons-lits con omicidi (Silver Streak), regia di Arthur Hiller (1976)
- The War Between the Tates, regia di Lee Philips - film TV (1977)
- Il gioco del potere (Power Play), regia di Martyn Burke (1978)
- Truck Drivers (High- Ballin), regia di Peter Carter (1978)
- Polpette (Meatballs), regia di Ivan Reitman (1979)
- Atlantic City, USA (Atlantic City), regia di Louis Malle (1980)
- Cries in the Night (Funeral Home), regia di William Fruet (1980)
- Ticket to Heaven, regia di Ralph L. Thomas (1981)
- Heavy Metal, regia di Gerald Potterton - voce (1981)
- The Last Chase, regia di Martyn Burke (1981)
- Cara mamma, caro papà (Improper Channels), regia di Eric Till (1981)
- Delitto al Central Hospital (Visiting Hours), regia di Jean-Claude Lord (1982)
- Incubus il potere del male (Incubus), regia di John Hough (1982)
- If You Could See What I Hear, regia di Eric Till (1982)
- All in Good Taste, regia di Anthony Kramreither (1983)
- Il treno più pazzo del mondo (Finders Keepers), regia di Richard Lester (1984)
- Joshua Then and Now, regia di Ted Kotcheff (1985)
- Carried Away, regia di Vonnie von Helmolt, Alan Pakarnyk - voce (1985)
- Vacanze separate (Separate Vacations), regia di Michael Anderson (1986)
- Mr. Nice Guy, regia di Henry Wolfond (1987)
- Vuoto mentale (Mindfield), regia di Jean-Claude Lord (1989)
- Il guerriero della strada (Snake Eater II: The Drug Buster), regia di George Erschbamer (1989)
- Eddie and the Cruisers II: Eddie Lives!, regia di Jean-Claude Lord (1989)
- La corsa più pazza del mondo 2 (Speed Zone), regia di Jim Drake (1989)
- Per legittima accusa (Guilty as Sin), regia di Sidney Lumet (1993)
- Joe's Wedding, regia di Michael Kennedy (1996)
- The Stupids, regia di John Landis (1996)
- Amore e morte a Long Island (Love and Death on Long Island), regia di Richard Kwietniowski (1997)
- Se mi amate (Critical Care), regia di Sidney Lumet (1997)
- Poliziotto speciale (One Tough Cop), regia di Bruno Barreto (1998)
- Why I Wore Lipstick to My Mastectomy, regia di Peter Werner (2006)
- La versione di Barney (Barney's Version), regia di Richard J. Lewis (2010)

### Televisione
- Un'ondata di desideri e un vagone di guai per Nick (Wish Kid) - serie TV, 13 episodi (????)
- Down Home Country - serie TV, numero episodi sconosciuto (1975)
- Gli infallibili tre (The New Avengers) - serie TV, episodio 2x10 (1977)
- King of Kensington - serie TV, 4 episodi (1977- 1980)
- L'amico Gipsy (The Littlest Hobo) - serie TV, 6 episodi (1980-1984)
- New York New York (Cagney & Lacey) - serie TV, 89 episodi (1981- 1988)
- Hangin' In - serie TV, episodio 3x08 (1982)
- Introducing... Janet, regia di Glen Salzman, Rebecca Yates - film TV (1983)
- Night Heat - serie TV, episodio 1x21 (1985)
- Pet Peeves - serie TV, numero episodi sconosciuto (1986)
- Street Legal - serie TV, episodio 2x13 (1987)
- Occhio al superocchio (Seeing Things) - serie TV, episodio 6x06 (1987)
- ALF Tales - serie TV - numero episodi sconosciuto - voce (1988)
- The Super Mario Bros. Super Show! - serie TV, 52 episodi - voce (1989)
- Il mio amico Ultraman (My Secret Identity) - serie TV, episodio 1x24 (1989)
- Heartbeat - serie TV, episodio 2x09 (1989)
- Alfred Hitchcock presenta (Alfred Hitchcock Presents) - serie TV, episodio 4x06 (1989)
- ALF: The Animated Series - serie TV, 13 episodi (1988-1989)
- Back to the Beanstalk, regia di Burt Metcalfe - film TV (1990)
- Captain N & the Adventures of Super Mario Bros. 3 - serie TV, 26 episodi (1990)
- Piggsburg Pigs (1990) TV series (voice) - serie TV, numero episodi sconosciuto (1990)
- E.N.G. - Presa diretta (E.N.G.) - serie TV, episodio 1x14 (1990)
- Beetlejuice - serie TV, episodi 4x16-4x27 - voce (1991)
- Captain N and the New Super Mario World - serie TV, 13 episodi (1991)
- Sweating Bullets - serie TV, episodio 1x03 (1991)
- The Lump, regia di John Weldon - cortometraggio - voce (1991)
- Every Dog's Guide to the Playground, regia di Les Drew - cortometraggio - voce (1991)
- Swamp Thing - serie TV, 5 episodi (1991)
- Stunt Dawgs (1992) TV series (voice) - serie TV, numero episodi sconosciuto - voce (1992)
- Le avventure di Tin Tin (The Adventures of Tintin) - serie TV, 13 episodi (1992)
- Terror on Track 9, regia di Robert Iscove - film TV (1992)
- La scena del delitto (Janek: The Silent Betrayal), regia di Robert Iscove - film TV (1994)
- Due South - Due poliziotti a Chicago (Due South) - serie TV, episodio 1x05 (1994)
- Seasons of the Heart, regia di Lee Grant - film TV (1994)
- RoboCop - serie TV, episodio 1x08 (1994)
- The Mighty Jungle - serie TV, episodio 1x03 (1994)
- Sospetti in famiglia (Family of Cops), regia di Ted Kotcheff - film TV (1995)
- Sailor Moon - serie TV, episodi 1x23-1x26 - voce (1995)
- Hello Kitty - serie TV, episodi 1x01-1x02 - voce (1994-1995)
- The Great Defender - serie TV, episodio 1x02 (1995)
- Between Love and Honor, regia di Sam Pillsbury - film TV (1995)
- Long Island Fever, regia di Stephen Surjik - film TV (1995)
- La storia infinita - serie TV, episodio 1x03 - voce (1995)
- Rebound: The Legend of Earl 'The Goat' Manigault, regia di Eriq La Salle - film TV (1996)
- Piccoli brividi (Goosebumps) - serie TV, episodio 2x04 (1996)
- Radiant City, regia di Robert Allan Ackerman - film TV (1996)
- Harrison - Il caso shamrock (Harrison: Cry of the City), regia di James Frawley - film TV (1996)
- The Adventures of Sam & Max: Freelance Police - serie TV, 5 episodi (1997)
- Bad Dog - serie TV, numero episodi sconosciuto (1998)
- Something from Nothing, regia di Stefan Leblanc - cortometraggio - voce (1999)
- Il famoso Jett Jackson (The Famous Jett Jackson) - serie TV, episodio 1x66 (1999)
- Un lupo mannaro americano a scuola (Big Wolf on Campus) - serie TV, episodio 2x18 (2000)
- Out of Sync, regia di Graeme Campbell - film TV (2000)
- Law & Order - I due volti della giustizia (Law & Order) - serie TV, episodi 9x09-10x18 (1998-2000)
- Ed - serie TV, episodi 1x06-1x11 (2000-2001)
- Club Land, regia di Saul Rubinek - film TV (2001)
- The Ripping Friends - serie TV, 4 episodi (2001-2002)
- Jacob Two- Two - serie TV, 5 episodi (2003-2004)
- Kevin Hill - serie TV, episodio 1x07 (2004)
- Time Warp Trio - serie TV, episodio 1x09 (2005)
- Law & Order: Criminal Intent - serie TV, episodi 2x05-4x13 (2002- 2005)
- On Screen! - serie TV, episodio 1x03 (2005)
- Sons of Butcher - serie animata, episodi 2x03-2x07 (2006)
- Ruby Gloom - serie TV, episodio 1x03 (2006)
- G-Spot - serie TV, episodio 2x05 (2006)
- 18 to Life - serie TV, episodio 1x06 (2010)
- Being Erica - serie TV, episodio 4x10 (2011)
- Law & Order - Unità vittime speciali (Law & Order: Special Victims Unit) - serie TV, 18 episodi (2000-2011)
- Suits - serie TV, episodio 1x05-2x11 (2011)
- The Seder, regia di Justin Kelly (2011) - cortometraggio
- The Balcony Affair, regia di Jamie Cussen - cortometraggio (2011)
- King - serie TV, episodio 2x02 (2012)

## Doppiatori italiani
Nelle versioni in italiano delle opere in cui ha recitato, Harvey Atkin è stato doppiato da:
- Silvio Spaccesi in Polpette
- Sergio Matteucci in New York New York
- Maurizio Scattorin in Piccoli brividi
- Giorgio Favretto in Law & Order - Unità vittime speciali (st. 1, ep. 2x02, 2x20, st. 4, ep. 5x16, 7x16, 10x03, st. 11)
- Dante Biagioni in Law & Order - Unità vittime speciali (ep. 2x08)
- Pierluigi Astore in Law & Order - Unità vittime speciali (ep. 3x08)
- Pieraldo Ferrante in Law & Order - Unità vittime speciali (ep. 5x23)
- Enzo Avolio in Law & Order - Unità vittime speciali (ep. 12x23)
- Santo Versace in Law & Order: Criminal Intent (ep. 2x05)
- Mario Brusa in Law & Order: Criminal Intent (ep. 4x13)
- Dario Penne in La versione di Barney
- Pietro Biondi in Suits (ep. 1x05)
- Gaetano Lizzio in Suits (ep. 2x11)